# Els Columbrets
Els illots Columbrets o les Illes Columbretes (també conegudes simplement com els Columbrets o les Columbretes) són un arxipèlag que constitueix una reserva natural del País Valencià. Els illots que el conformen estan situats a 27 nmi (50 km) del cap d'Orpesa, a la costa de la Plana. Administrativament, pertanyen al terme municipal de Castelló de la Plana.
Està format per una sèrie d'illots d'origen volcànic reunits en quatre grups, anomenats l'illa Grossa, la Ferrera, la Foradada i el Carallot. Ocupa una superfície total de 19 hectàrees, 14 de les quals a l'illa Grossa. Totes aquestes presenten nombrosos cràters i xemeneies volcàniques.
Actualment estan deshabitats, amb l'excepció de l'illa Grossa, que té un servei de vigilància de la reserva natural, tot i que des de mitjan segle xix fins al 1975 havia estat habitada de manera permanent.

## Geografia
Les illes i illots de l'arxipèlag es troben agrupats en diversos grups: l'Illa Grossa, la Ferrera, la Foradada i el Carallot. A més, l'arxipèlag té nombrosos esculls i baixos, com Baluato, Cerquero, Xurruca, les Roques del Carallot, Bauzà i Espinosa, entre d'altres.
Els Columbrets s'assenten sobre fons de 80 metres de profunditat i aconsegueixen una cobertura de tres milles marines. Aquests dos factors permeten una gran varietat de vida, i els converteixen en l'únic refugi natural de la zona per als peixos que hi habiten; Representen un dels petits arxipèlags amb major interès ecològic del mar Mediterrani. A més, en ser reserva marina, les activitats humanes estan limitades, la qual cosa ajuda a preservar el medi.
L'illa de major grandària, coneguda com l'Illa Grossa, té un perfil en forma de mitja lluna o arc obert, característic d'una gran activitat volcànica submarina. Aquesta mena de mitja el·lipsi, d'aproximadament 1 km de diàmetre, té dos tossals o elevacions principals, unides per les restes d'un cràter. La de més alçada, el mont Colibrí o Colibre, està situada al nord de l'illa. El far construït en aquest turó constitueix el punt més alt de l'arxipèlag, amb 67 metres d'altitud.
Les Columbretes tenen un clima més sec que el peninsular, amb uns 300 litres de pluja l'any, i més càlid.

## Grups d'illes
Illes i esculls submarins, per grups d'illes:
| Grup de l'Illa Grossa (14,30 ha) | Grup de la Ferrera (1,95 ha) | Grup de la Foradada (2,21 ha)                                                                                       | Grup del Carallot (0,49 ha) |
| --- | --- | --- | --- |
| - Columbret Gran (Illa Grossa) (13,33 ha) - Trenca Timons (40 m²) - Mancolibre (0,56 ha) - Senyoreta (0,14 ha) - Mascarat (0,27 ha) | - La Ferrera (Malaspina) (1,53 ha) - Espinosa (0,03 ha) - Bauzà (0,25 ha) - Valdés (0,04 ha) - Navarrete (0,10 ha) - Laja Navarrete (50 m²) - El Ciscar - El Fidalgo | - La Foradada (1,63 ha) - Lobo (Foradadeta) (0,47 ha) - Méndez Núñez (0,11 ha) - Pedra Joaquín (20 m²) - Jorge Juan | - El Carallot (Galiano) (0,414 ha) - Cerquero (0,03 ha) - Xurruca (0,04 ha) - Baleato (0,01 ha) - Ulloa - Patiño - Luyando - Mendoza - Díaz |

### Trenca Timons

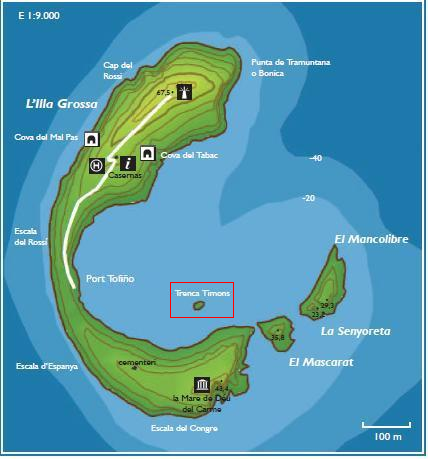
L'illot Trenca Timons està emmarcat amb un rectangle vermell

Trenca Timons 39° 53′ 43.44″ N, 0° 41′ 11.44″ E / 39.8954000°N,0.6865111°E és un petit illot o escull que està entre l'extrem sud de l'illa i a l'interior de la badia de l'Illa Grossa. Té una longitud de 10 m, una amplada de 5 m i una superfície de 40 m²; i la distància a l'Illa Grossa és a 0,05 milles nàutiques.

## Història
Els Columbrets foren coneguts pels grecs amb el nom d'Ophiusa, pels romans com a Colubraria i durant molts anys durant l'edat mitjana i moderna com illes del mont Colobrer. Aquestes denominacions responien a la gran quantitat de serps que hi vivien. A finals del segle xix, els pobladors les van eliminar totalment, incendiant l'illa per a eliminar-ne la gran quantitat d'escurçons (de l'espècie Vipera latastei) que hi habitaven fins llavors i des de temps molt antics.
Els illots només van ser visitats per pescadors, contrabandistes, i pirates fins que, amb la construcció del far a l'Illa Grossa entre 1856 i 1860, es va poblar l'arxipèlag amb els faroners, que habitaren l'illa de manera pràcticament ininterrompuda durant més d'un segle, en condicions precàries, com demostren les tombes del cementeri de l'illa. Els pobladors aprofitaven intensament tots els recursos que oferia un medi terrestre pobre i un fons marí extraordinàriament ric.

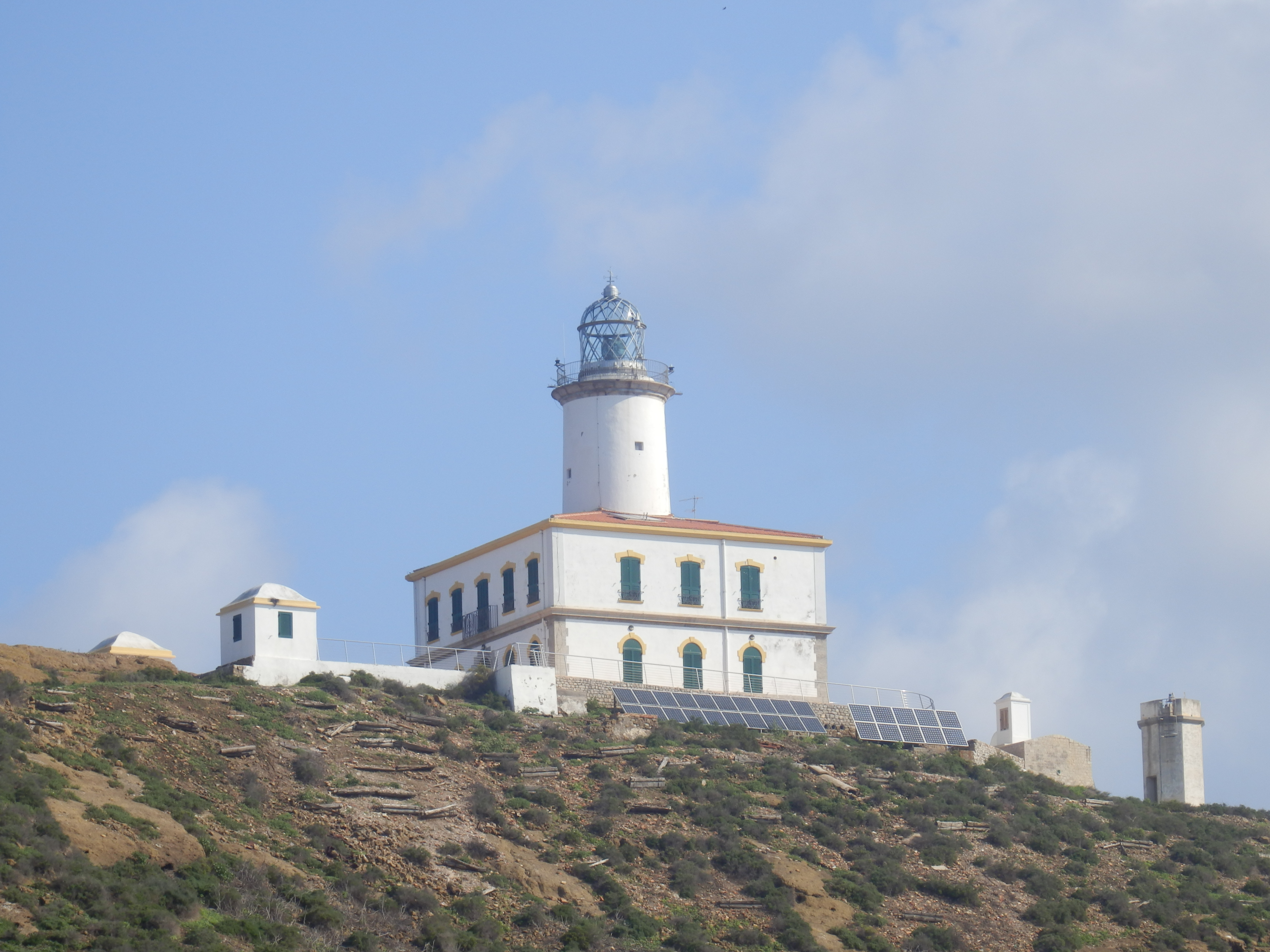
Far dels Columbrets.

Durant el segle xx, les activitats dels contrabandistes continuaren a l'arxipèlag. Aprofitaven l'orografia de l'illot de la Foradada, el forat de la qual era un excel·lent refugi natural per als seus vaixells, ja que aquest amagatall natural els ocultava als prismàtics dels serveis de vigilància. Per evitar definitivament el contraban, les autoritats van provocar una explosió de roques a la Foradada, alterant parcialment el medi aquàtic proper i transformant l'orografia de l'illot.
La colònia de faroners i les seues famílies van abandonar les illes finalment el 1975, any en què es va automatitzar el far. Les Columbretes serviren com a camp de tir militar de l'exèrcit espanyol i americà des d'aquest any fins al 1982, quan es va prohibir per llei realitzar maniobres militars en aquest paratge. El 1987, tornaren els pobladors a l'Illa Grossa en instal·lar-se personal del servei de vigilància de la Generalitat Valenciana, i el 1988 les illes van ser declarades parc natural.

## Protecció
Les Columbretes foren declarades parc natural pel Decret 15/1988, de 25 de gener de la Generalitat Valenciana, i reserva marina de 4.400 hectàrees per Ordre de 19 d'abril de 1990, del Ministeri d'Agricultura, Pesca i Alimentació. Foren requalificades com a reserva natural per llei 11/1994, de 27 de desembre, de la Generalitat Valenciana. Només es permet la visita a l'illa Grossa, a la qual es pot accedir amb vaixell de manera particular o en visites guiades. Entre altres mesures de protecció, no se'n poden collir minerals, plantes ni animals.
Tanmateix, el 2008, el govern d'Espanya va concedir a empresa Cairn Energy, mitjançant la filial Capricorn Spain Limited, les concessions de reserva petrolífera d'una gran zona del golf de València, i en desembre de 2013 va sortir a exposició pública un projecte que ha iniciat els tràmits per demanar poder realitzar prospeccions al golf de València, en una àrea situada a 28 km de les illes Columbretes.

## Vegetació
En gran part, va ser destruïda pels pobladors per fer llenya i exterminar les serps. A més, es van introduir animals domèstics com conills, cabres i porcs, que també van eliminar gran part de la vegetació. A l'illa Grossa hi ha restes de margalló (Chamaerops humilis), llentiscle (Pistacia lentiscus) i arítjol (Smilax aspera), que abans cobrien tot l'illot.
A les àrees més pròximes al mar hi ha fenoll marí (Crithmum maritimum) i pastanaga marina (Daucus gingidium) i, a les parts altes, la sosa fina (Suaeda vera), alfals arbori (Medicago citrina) i els caps blancs endèmics Lobularia maritima columbretensis.

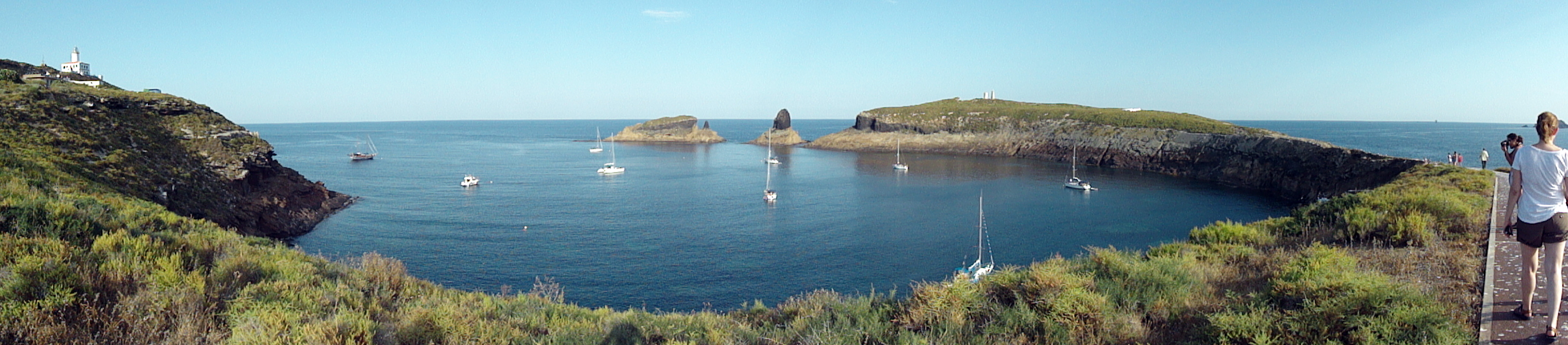
Vista panoràmica de la badia de l'Illa Grossa, la més gran de les Columbretes, amb els illots del Mancolibre (esquerra) i el Mascarat (dreta) al fons

## Fauna
Dominen el paisatge les aus marines com la gavina corsa (Larus audouinii), la baldriga cendrosa (Calonectris diomedea), el falcó de la reina (Falco eleonorae) i el corb marí emplomallat (Phalacrocorax aristotelis). Es tracta de l'únic lloc del País Valencià on nidifiquen, ja que són molt sensibles a la presència humana.
Hi ha 10 insectes endèmics, i també la sargantana Podarcis atrata, que només es troba als Columbrets i és l'únic vertebrat endèmic del País Valencià.
Dins del mar es troba el corall roig (Corallium rubrum) i l'alga Laminaria redriguezi, molt poc freqüent al Mediterrani.